# کج‌ماهی‌سانان
کج‌ماهی‌سانان (نام علمی: Climatiiformes) نام یک راسته از رده خارپایگان است.